# Tattershall Thorpe
Tattershall Thorpe est une paroisse civile et un village du Lincolnshire, en Angleterre.